# Messier 56
Messier 56 (M56 o NGC 6779) és un cúmul globular en la constel·lació Lira. Va ser descobert per Charles Messier en 1779.
L'M56 està a una distància d'uns 32.900 anys llum des de la Terra i el seu diàmetre és d'aproximadament 60 anys llum
Les estrelles més brillants d'M56 són de magnitud 13. Només s'ha trobat una dotzena d'estrelles variables com V6 (estrella RV Tauri; període: 90 dies) o V1 (Cefeida: 1.510 dies); altres estrelles variables són V2 (irregular) i V3 (semiregular).

## Observació
Es tracta d'uns dels cúmuls globulars menys brillants, degut a l'absència de nucli; això no obstant, no és difícil resoldre-hi estrelles. M56 es troba entre les estrelles (β Cygni) i γ Lyrae.